# Benjamin Oliver Davis

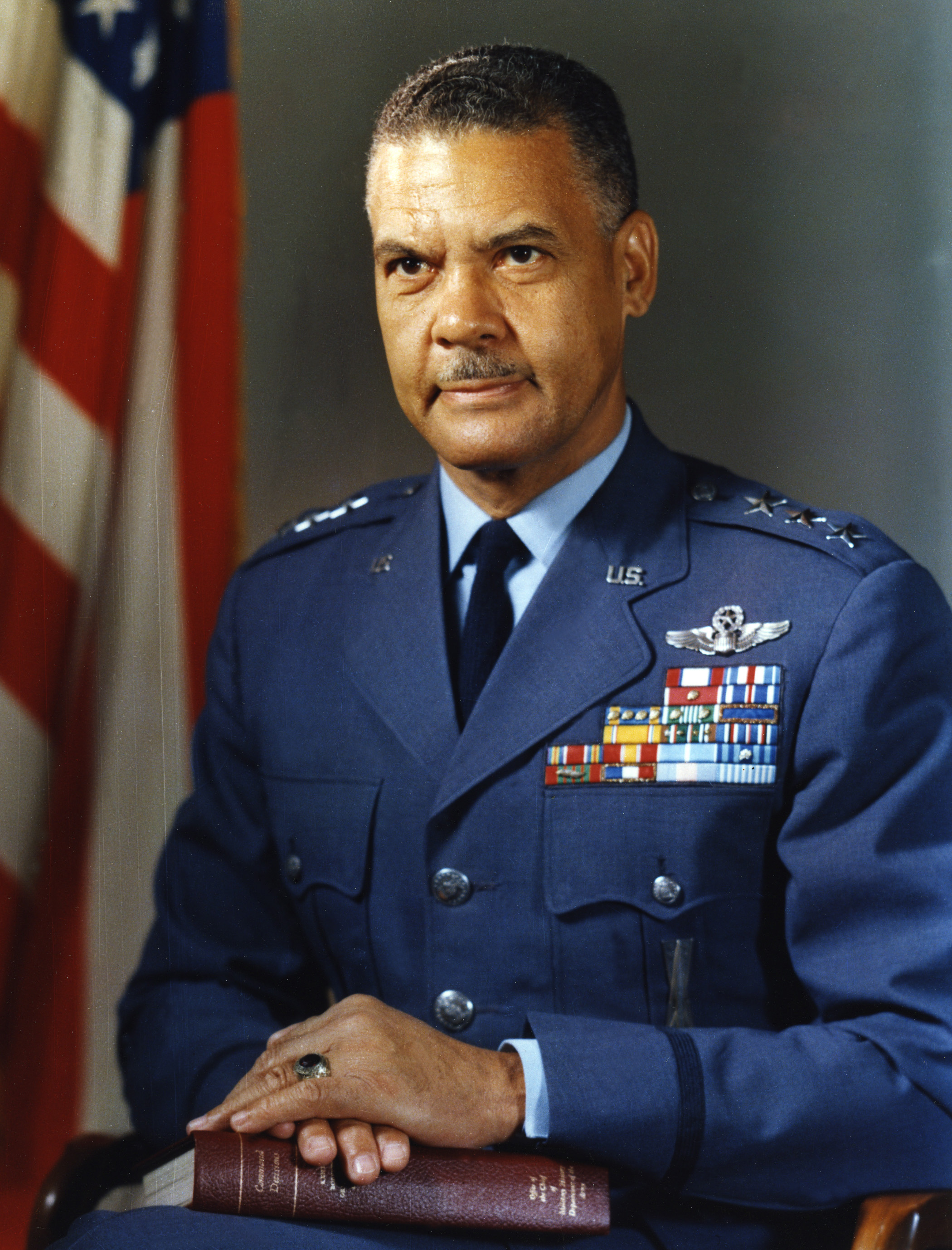
Benjamin Oliver Davis.

Benjamin Oliver Davis, Jr. (Washington D. C., 18 de diciembre de 1912 - Washington D. C., 4 de julio de 2002) fue un piloto estadounidense, el segundo afroamericano en ser general cuatro estrellas de la Fuerza Aérea de los Estados Unidos, el primero fue Daniel "Chappie" James Jr., en 1975.
Se graduó en la Academia Militar de los Estados Unidos y en 1941 fue admitido al Cuerpo Aéreo del Ejército de su país. En 1942 organizó el 99o Escuadrón de Persecución, la primera flotilla aérea compuesta solamente de personas de color y en 1943 comandó a los Aviadores de Tuskegee.
Voló en alrededor de 60 misiones de combate y en 1948 ayudó a planificar la desegregación de las Fuerzas Aéreas, más tarde participó en la guerra de Corea. Después de retirarse como teniente general en 1970, fue nombrado director de seguridad en aviación civil por el Departamento de Transporte de los Estados Unidos, cargo que ocupó de 1971 a 1975.
- Datos: Q2896196
- Multimedia: Benjamin O. Davis, Jr. / Q2896196

- Wikimedia Commons alberga una categoría multimedia sobre Benjamin Oliver Davis.